# 索夫拉迭尔
索夫拉迭尔，是西班牙阿拉贡自治区萨拉戈萨省的一个市镇。 总面积12平方公里，总人口708人（2001年），人口密度59人/平方公里。